# Effanbee Doll Company
Effanbee Doll Company est une entreprise américaine spécialisée dans la fabrication de poupées en matériau synthétique, fondée en 1913 à New York. Effanbee (F&B) reprend les initiales de Bernard E. Fleischaker et Hugo Baum, les fondateurs de l'entreprise. 
La poupée Patsy, conçue en 1924 par le sculpteur new-yorkais Bernard Lipfert s’appelait « Mimi » à l’origine, son nom a été changé en « Patsy » en 1928, en l'honneur de la fille de James Fitzmaurice (en) pionnier irlandais de l'aviation. Effanbee a créé une grande famille autour de la poupée « Patsy » : tailles différentes, une asiatique, une afro-américaine, yeux mobiles ou fixes, cheveux peints, cheveux en caracul, naturels ou mohair, entièrement en composition, corps en coton bourré de kapok, etc. Dans la grande fratrie on retrouve « Patsy Lou », « Patsy Mae », « Patsy Ruth », « Patsy Joan », « Patsy Ann », « Patricia », « Patsyette », « Patsy Baby », « Candy Kid » etc. « Patsy » a même un petit ami prénommé « Skippy ». 
La mort d'Hugo Baum en 1940 et les pertes de revenus pendant la Seconde Guerre mondiale fragilisent l'entreprise. En 1946, Bernard Fleischaker déménage en Californie et fonde une nouvelle entreprise de production de poupées, Fleischaker Novelties. Les fils de Hugo Baum, Bernard et Walter, décident rapidement de vendre à Noma Electric, un fabricant de décorations de Noël. La Tonner Doll Company rachète l'entreprise en 2002.
Durant les années 1960, Effanbee absorbe un petit fabricant de poupées, spécialisé dans les ballerines, Belle Doll & Toy Corporation. 

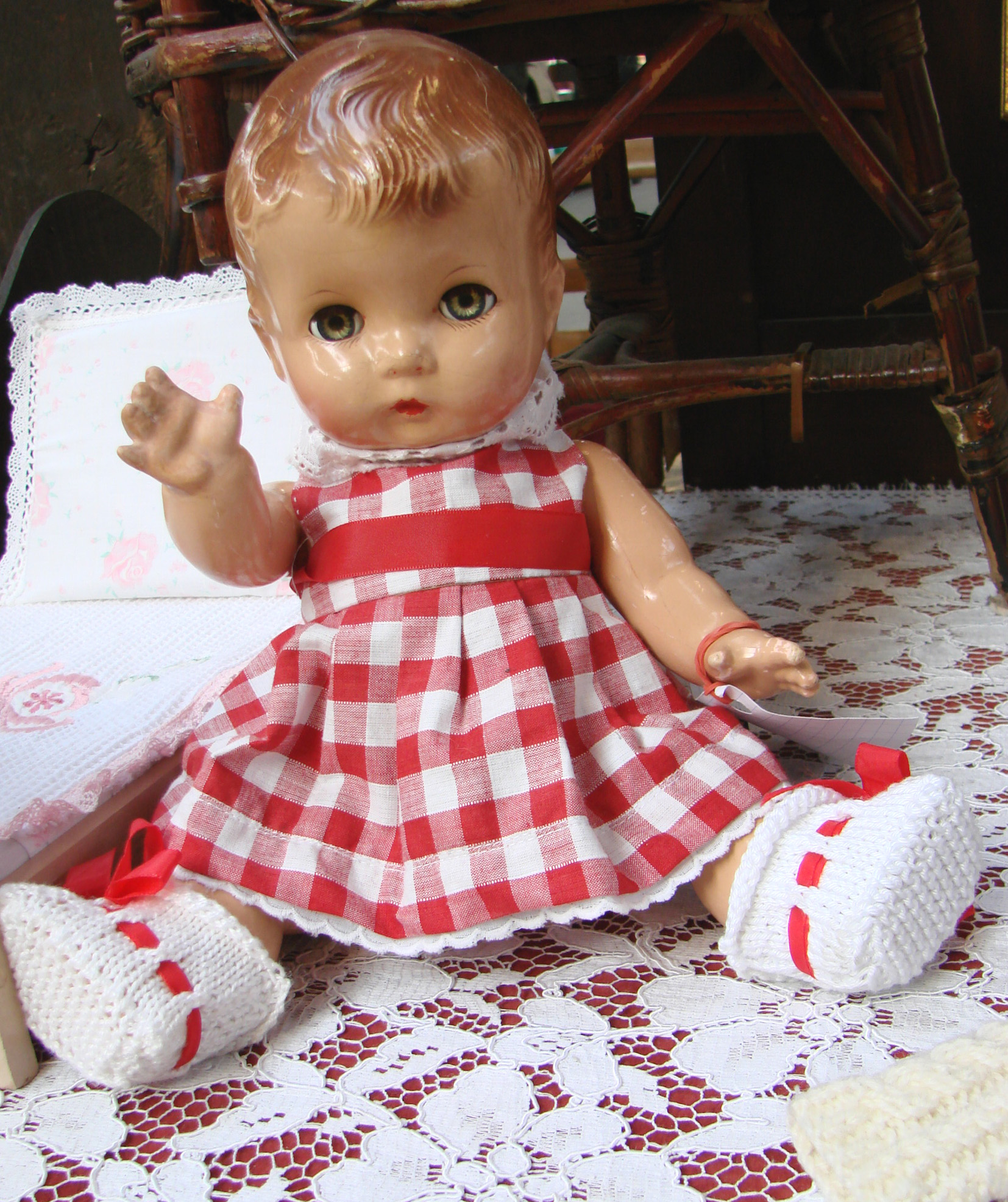
Poupée Candy King produite par Effanbee et datant des années 1940.